# Tage Danielsson
Tage Danielsson (Linköping, 5 febbraio 1928 – Stoccolma, 13 ottobre 1985) è stato un regista, sceneggiatore e scrittore svedese.

## Biografia
Dopo il diploma conseguito nella sua città natale, si trasferì a Uppsala dove si iscrisse nella locale università. Studente teatrale nell'Östgöta nation, conseguito il titolo di studio si dedicò alla recitazione, debuttando in radio. In quegli anni venne in contatto con Hans Alfredson, col quale creò il duo comico Hasse & Tage. Dagli anni sessanta si dedicò alla scrittura e alla regia, cinematografica e televisiva.
Morì a 57 anni a causa di un tumore cutaneo.

## Filmografia

### Regista
- Att angöra en brygga (1965)
- Stimulantia, ep. La volpe e la virtù (1967)
- Äppelkriget (1971)
- Mannen som slutade röka (1972)
- Släpp fångarne loss, det är vår! (1975)
- Le avventure di Picasso (Picassos äventyr) (1978)
- Ronja Rövardotter (1984)

### Attore

#### Cinema
- Äppelkriget, regia di Tage Danielsson (1972)
- Släpp fångarne loss, det är vår!, regia di Tage Danielsson (1975)

#### Televisione
- Vacanze nell'isola dei gabbiani (Vi på Saltkråkan) (1964)

## Premi e riconoscimenti
Festival internazionale del cinema di Berlino - 1985
Orso d'argento per il miglior contributo artistico - Ronja Rövardotter
Guldbagge
1972: - Miglior regista - Äppelkriget